# Bohdan Kołomyjski
Bohdan Kołomyjski (ur. 5 stycznia 1904 w Brześciu Litewskim, zm. 30 lipca 2001) – polski inżynier metalurgii. Budowniczy Polski Ludowej.

## Życiorys
Syn Karola i Stanisławy. Ukończył studia na Akademii Górniczo-Hutniczej im. Stanisława Staszica w Krakowie. Po ich ukończeniu pracował w Towarzystwie Starachowickich Zakładów Górniczych, Hucie Pokój, jako główny inżynier Huty Kościuszko, następnie był dyrektorem generalnym w hucie „Baildon”. W 1958 został Dyrektorem Naczelnym w Hucie im. Lenina, funkcję pełnił do 1971. Wdrażał zasady organizacyjne, które stanowiły wzorzec zarządzania zarówno dla kadry kierowniczej huty, jak również dla innych zakładów hutniczych, np. przyszłej Huty Katowice. W trakcie pełnienia funkcji zatrudnienie w Hucie wzrosło z 19.000 w 1960 do ponad 31.000 w 1970.
W 1947 wstąpił do Polskiej Partii Robotniczej, a następnie do Polskiej Zjednoczonej Partii Robotniczej. W latach 1964–1968 był członkiem Centralnej Komisji Rewizyjnej Komitetu Centralnego Polskiej Zjednoczonej Partii Robotniczej.
W 1964 odznaczony Orderem Budowniczych Polski Ludowej. Ponadto uhonorowany Krzyżem Kawalerskim Orderu Odrodzenia Polski (1956), Złotym Krzyżem Zasługi (1951) i Medalem 10-lecia Polski Ludowej (1954).
Pełnił funkcję prezesa Hutnika Kraków.
Pochowany w alei zasłużonych na cmentarzu Rakowickim(kwatera LXIX pas C-1-4). 

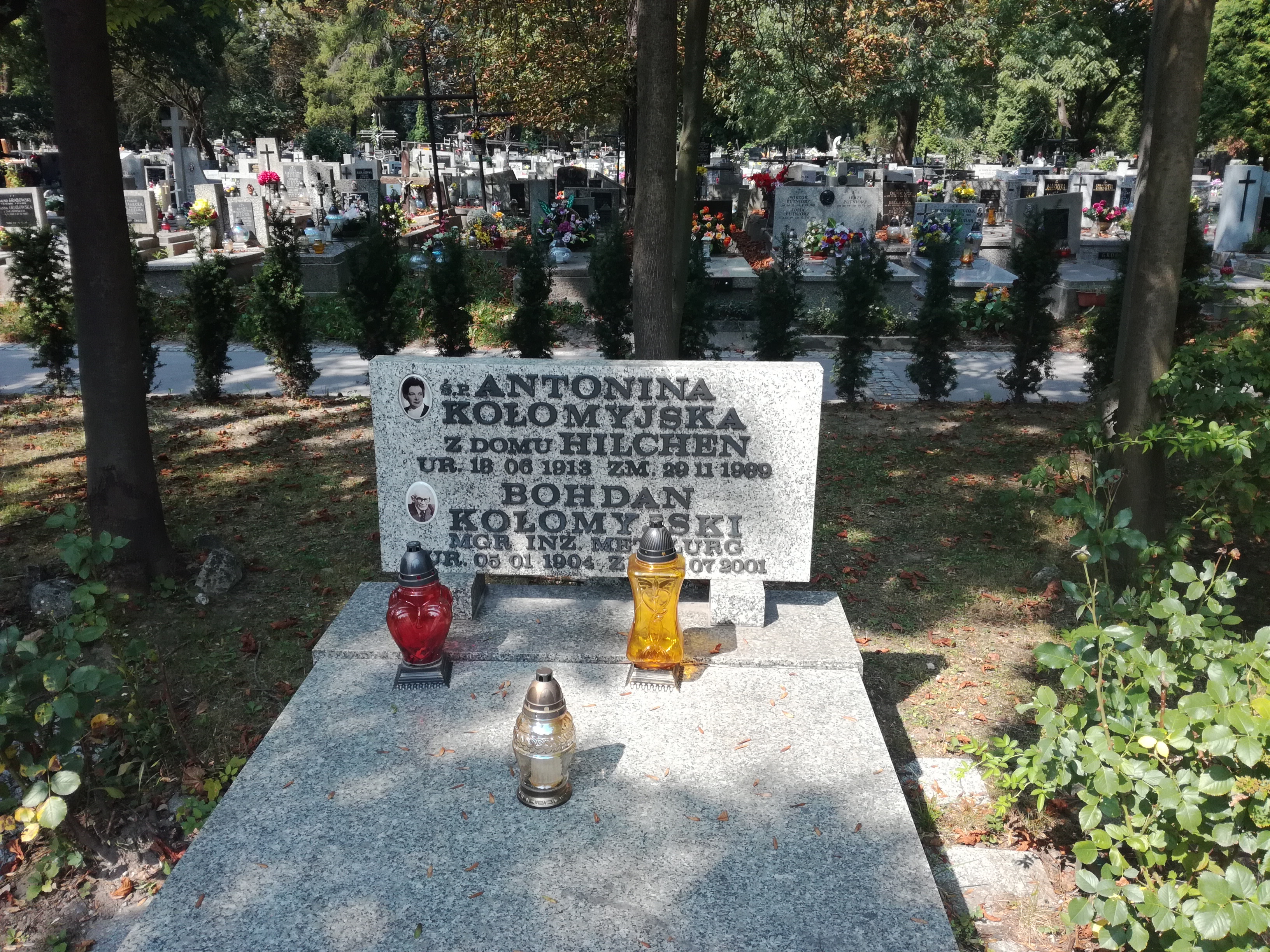
Grób Bohdana Kołomyjskiego na cmentarzu Rakowickim